# 장팔
장팔(본명: 임창웅, 1952년 2월 10일 ~ )은 대한민국의 영화 배우이다.

## 주요 영화 작품
- 1993년 《무적의 파이터 우뢰매》... 칸 역
- 1992년 《돌아온 우뢰매 7》... 루카 역
- 1992년 《파워보이와 밥풀떼기 형사》
- 1992년 《심술도사와 닌자 꼴뚜기》
- 1992년 《깡다구와 고집불통》
- 1992년 《3인의 초능력자 썬더 빅맨》
- 1992년 《우주경찰 휴먼 파워》
- 1992년 《맹구와 땅콩도사》
- 1992년 《제로맨 맹구 박사》
- 1991년 《신비의 용사 반달가면》... 고 박사 역
- 1991년 《짬뽕 돌아이》
- 1991년 《우주전사 파워보이》
- 1991년 《변신전사 트랜스 토디》
- 1990년 《짬뽕 홍길동》... 백운 도사 역
- 1990년 《로보트 태권 v 90》... 카프 박사 역
- 1990년 《황금탈 형래와 땡초 도사》
- 1990년 《경찰 칠득이와 너털 도사》
- 1989년 《제3세대 우뢰매 6》... 모스 역
- 1988년 《슈퍼 홍길동》... 백운도사 역
- 1987년 《외계에서 온 우뢰매 전격 쓰리 작전》... 리안삐 역
- 1986년 《외계에서 온 우뢰매 2》... 외계 3인 역
- 1974년 《흑나비》... 난쟁이 4호 역